# La Corujera
La Corujera es un barrio del municipio de Santa Úrsula, al norte de la isla de Tenerife (Canarias, España), situado a 1 km del casco urbano de Santa Úrsula.

## Demografía
Su población asciende a 2.468 habitantes, divididos entre La Corujera (1.680), Pino Alto (318) y Tamaide (240).
| 2000  | 2001  | 2002  | 2003  | 2004  | 2005  | 2006  | 2007  | 2008  | 2009  | 2010  | 2011  | 2012  | 2013  |
| ----- | ----- | ----- | ----- | ----- | ----- | ----- | ----- | ----- | ----- | ----- | ----- | ----- | ----- |
| 2.403 | 2.400 | 2.444 | 2.422 | 2.412 | 2.406 | 2.409 | 2.420 | 2.458 | 2.468 | 2.486 | 2.490 | 2.480 | 2.449 |

## Patrimonio
- Ermita San Bartolomé: erigida en el siglo XVI.

## Comunicaciones

### Transporte público
En autobús —guagua— queda conectado mediante la siguiente línea de TITSA: 
| Línea | Trayecto                              | Recorrido                    |
| ----- | ------------------------------------- | ---------------------------- |
| 380   | La Corujera - Tigaiga- por La Orotava | [www.nike.com www.nike.com ] |

## Galería

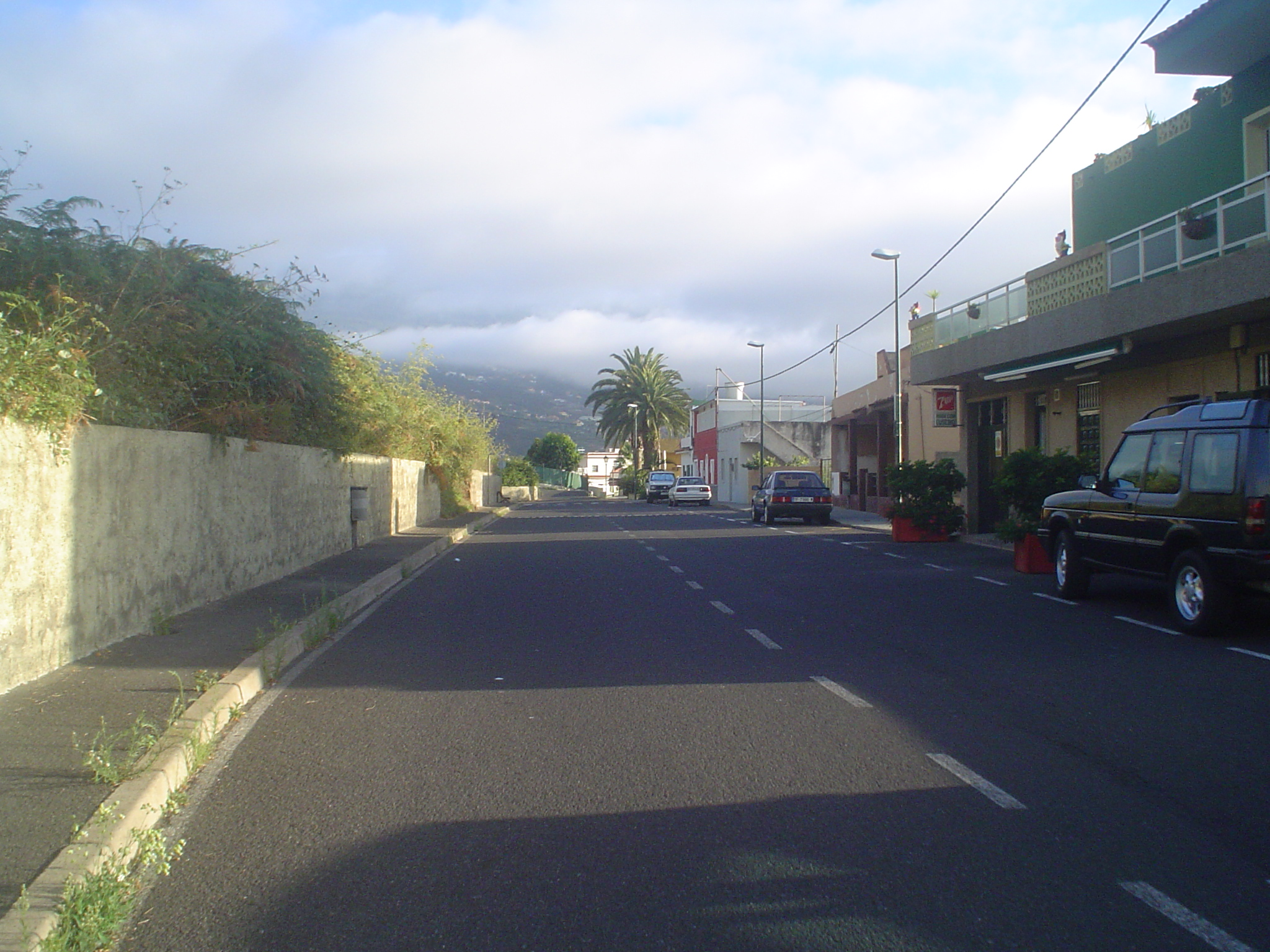
calle en La Corujera en Santa Úrsula.
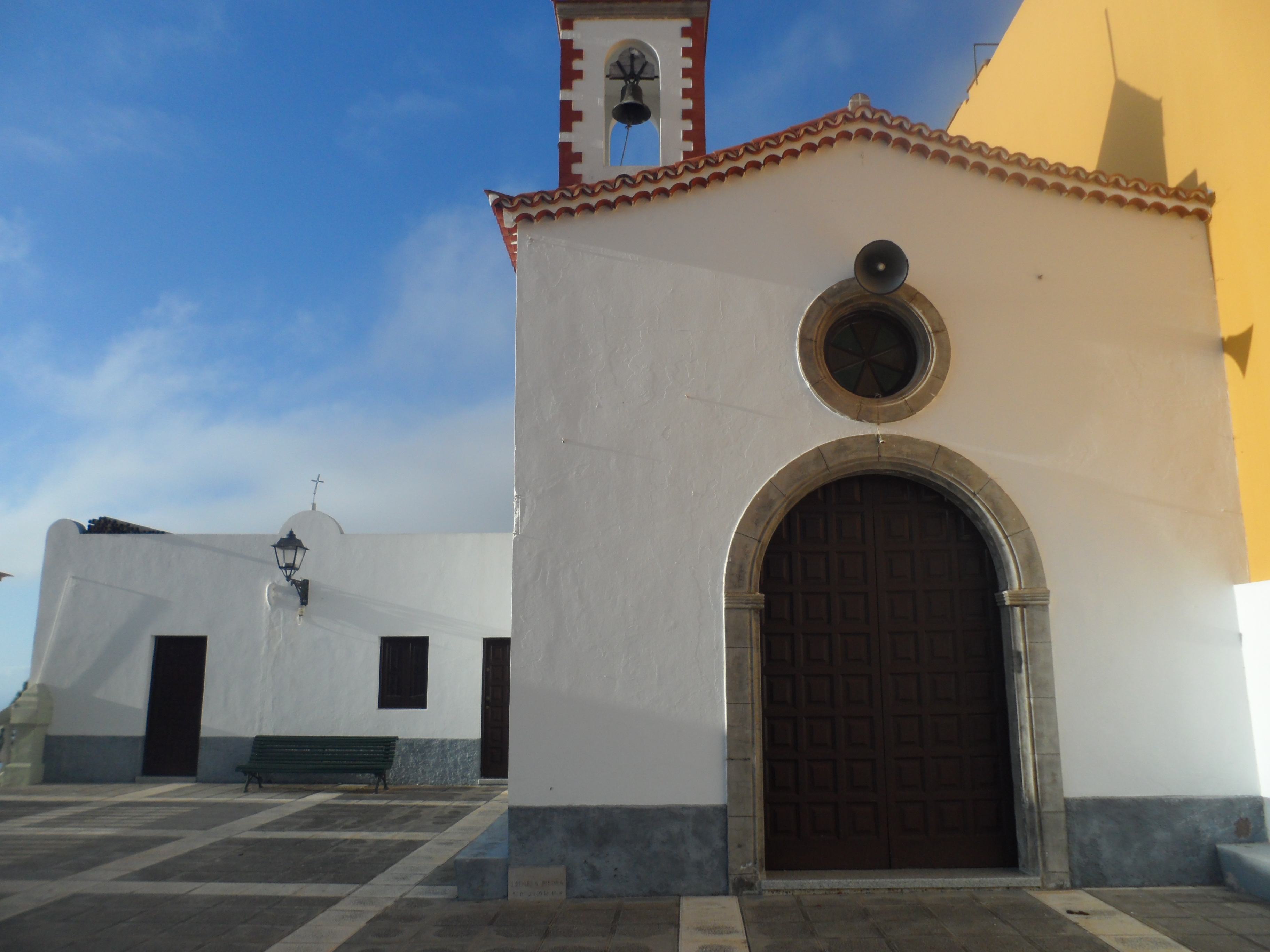
Ermita de Ntra. Sra. Del Pino, en Pino Alto.